# Francia Guyana vasúti közlekedése
Francia Guyana napjainkban nem rendelkezik vasúthálózattal, kivéve a Centre Spatial Guyanais egy kis szakaszát, amelyet az alkatrészek szállítására használtak: amikor a terület büntetőtelep volt, néhány vasútvonalat maguk a rabok építettek, hogy összekapcsolják egymással a különböző fürdőket, amelyek maradványai (amelyek ma már használaton kívül vannak és többnyire elnyelte őket a dzsungel) még mindig láthatóak néhány területen. Ezek közé a vonalak közé tartozik a Montsinéry-Tonnegrande és az úgynevezett bagne des Annamites közötti szakasz, a Saint-Élie és a Saut du Tigre munkatábor közötti szakasz (amelyet ma a Petit-Saut gát által létrehozott mesterséges tó borít), valamint a Saint-Laurent-du-Maroni-Mana-Saint-Jean-du-Maroni közötti szakasz.